# でんてつ工房
でんてつ工房（でんてつこうぼう）は、日本の鉄道模型メーカー。

## 概要
東京都千代田区に所在する。主に16番ゲージにて大手私鉄電車のブラスモデル完成品を生産する。

## 主な製品
- 小田急電鉄2600形
- 小田急電鉄5000形
- 小田急電鉄5200形
- 京王電鉄6000系
- 京王電鉄7000系
- 京成電鉄3150形
- 京成電鉄3500形
- 京成電鉄3700形
- 京浜急行電鉄1500形
- 相模鉄道5000系
- 西武鉄道451系
- 東急電鉄1000系
- 東急電鉄8000系
- 東急電鉄8500系
- 東急電鉄9000系
- 東京都交通局10-000形
- 東武鉄道6050系
- 東武鉄道8000系
- 北総鉄道7050形
- 北総鉄道7300形
- 国鉄103系
- 国鉄キハ56系

- 国鉄コキ5500形
- 国鉄キハ58系(OJゲージ)
- 国鉄タキ35000形 (OJゲージ)
- 国鉄コキ50000形 (OJゲージ)
- 国鉄115系(16番プラスチック製)